# Departamento Castro Barros
Das Departamento Castro Barros liegt im Nordosten der Provinz La Rioja im Nordwesten Argentiniens und ist eine von 18 Verwaltungseinheiten der Provinz. 
Es grenzt im Norden an das Departamento Arauco und Osten an das Departamento Capital, im Süden an das Departamento Sanagasta und im Westen an die Departamentos Famatina und San Blas de los Sauces. 
Die Hauptstadt des Departamento Castro Barros ist Aminga.

## Städte und Gemeinden
Das Departamento Castro Barros ist in folgende Gemeinden aufgeteilt:
- Agua Blanca
- Aminga
- Anillaco
- Anjullón
- Chuquis
- Las Peñas
- Los Molinos
- Pinchas
- San Pedro
- Santa Vera Cruz